# جاسم الهویدی
جاسم الهویدی (عربی: جاسم الهويدي؛ زادهٔ ۲۸ اکتبر ۱۹۷۲) بازیکن فوتبال اهل کویت است.
از باشگاه‌هایی که در آن بازی کرده‌است می‌توان به الهلال عربستان، باشگاه ورزشی الریان، باشگاه فوتبال الشباب امارات و باشگاه ورزشی السالمیه کویت اشاره کرد.
وی به همراه تیم ملی فوتبال کویت در بازی‌های المپیک تابستانی ۱۹۹۲ شرکت کرده است.